# Chaerophyllum kiapazi
Chaerophyllum kiapazi là một loài thực vật có hoa trong họ Hoa tán. Loài này được Woronow ex Schischk. mô tả khoa học đầu tiên năm 1950.